# Robert Finlay, 1. Viscount Finlay

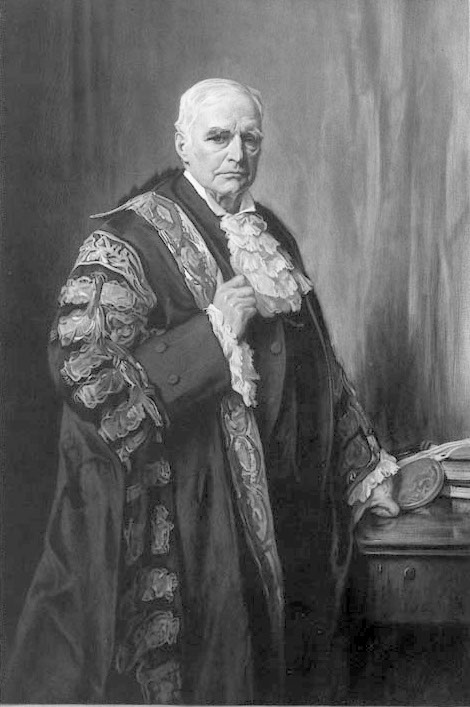
Robert Bannatyne Finlay, 1. Viscount Finlay

Robert Bannatyne Finlay, 1. Viscount Finlay GCMG PC (* 11. Juli 1842 in Edinburgh; † 9. März 1929 in London) war ein britischer Arzt und Jurist. Er fungierte von 1885 bis 1892, von 1895 bis 1906 und von 1910 bis 1916 als Abgeordneter des Britischen Parlaments sowie von 1916 bis 1919 als Lordkanzler. Von 1922 bis zu seinem Tod wirkte er als Richter am Ständigen Internationalen Gerichtshof.

## Leben
Robert Finlay wurde 1842 in Edinburgh geboren und absolvierte an der dortigen Universität ein Studium der Medizin, das er 1863 abschloss. Bereits zwei Jahre später begann er außerdem eine juristische Ausbildung bei der Anwaltskammer Middle Temple, 1867 erhielt er seine Zulassung als Rechtsanwalt. Von 1885 bis 1892 und von 1895 bis 1906 gehörte er als Mitglied der Liberalen sowie von 1910 bis 1916 für die Konservativen dem House of Commons an. 1895 wurde er zum Solicitor General for England and Wales ernannt, von 1900 bis 1905 fungierte er als Attorney General for England and Wales.
Nachdem er 1902 Rektor der University of Edinburgh geworden war, wurde er 1905 Mitglied des Privy Council. Von 1916 bis 1919 fungierte er als Lordkanzler unter Premierminister David Lloyd George. Ab 1920 gehörte er dem Ständigen Schiedshof in Den Haag an. Im folgenden Jahr wurde er darüber hinaus zum Richter am neu entstandenen Ständigen Internationalen Gerichtshof gewählt, an dem er bis zu seinem Tod wirkte und zu diesem Zeitpunkt das älteste amtierende Mitglied des Gerichts war.
Robert Finlay war ab 1874 verheiratet und Vater eines Sohnes. Er starb 1929 in London.

## Auszeichnungen
Robert Finlay wurde 1882 zum Kronanwalt ernannt und 1895 zum Ritter geschlagen, 1904 folgte die Aufnahme als Knight Grand Cross in den Order of St. Michael and St. George. Er erhielt 1916 den Adelstitel eines Baron Finlay und drei Jahre später nach dem Ausscheiden aus dem Amt des Lordkanzlers den Titel eines Viscount Finlay, der jedoch 1945 mit dem Tod seines Sohns wieder erlosch.